# Гулд, Карина
Кари́на Гулд (англ. Karina Gould; род. 28 июня 1987, Берлингтон, Онтарио, Канада) — канадский политический и государственный деятель, член Либеральной партии Канады. Министр по делам семьи, детства и социального развития в правительстве Джастина Трюдо с 2021 года, в прошлом занимала в том же правительстве посты министра международного развития (2019—2021), демократических институтов (2017—2019) и председателя Тайного совета Королевы для Канады (2017—2018). На момент своего назначения в 2017 году являлась самым молодым (29 лет) министром федерального правительства в истории Канады. Член Палаты общин Канады с 2015 года.

## Ранние годы жизни
Родилась 28 июня 1987 года в онтарийском городе Берлингтон в еврейской семье. Дед по отцовской линии — чехословацкий еврей, переживший заключение в лагерях смерти Терезинштадт, Дахау и Освенцим, после Второй мировой войны переехал в Израиль. Мать — еврейка из Германии, познакомилась с отцом Карины в кибуце, где они оба работали волонтёрами. Впоследствии семья Гулдов переехала из Израиля в Канаду, где отец Карины стал владельцем малого бизнеса. В Канаде у Гулдов родилось четверо детей — Карина и трое её братьев.
В шестнадцать лет Карина Гулд приняла участие в Форуме молодых канадцев в Оттаве, во время которого посетила Парламент Канады и прослушала лекции о принципах работы федерального правительства. Именно под впечатлением от этого форума она приняла решение о том, что хочет связать свою жизнь с политикой.
В 2005 году Гулд окончила берлингтонскую среднюю школу имени М. М. Робинсона, после чего год работала волонтёром в мексиканском приюте. Там она встретила своего будущего мужа Альберто Херонеса (исп. Alberto Gerones).
Вернувшись в 2006 году в Канаду, Гулд поступила в Университет Макгилла. Во время учёбы активно участвовала в общественной жизни университета — была президентом Общества студентов-гуманитариев (англ. Arts Undergraduate Society), организовала сбор средств для оказания гуманитарной помощи Республике Гаити, пострадавшей после разрушительного землетрясения 2010 года. В том же 2010 году окончила университет с отличием первого класса, защитив диплом о канадской избирательной системе и получив степень бакалавра в области политологии, а также латиноамериканских и карибских исследований.
После окончания Университета Макгилла Гулд работала консультантом в Программе миграции и развития Организацию американских государств в Вашингтоне. Впоследствии она получила степень магистра международных отношений в Колледже Святой Хильды Оксфордского университета.
В 2014 году, завершив учёбу в Оксфорде, Гулд вернулась в родной Берлингтон, около года работала специалистом по торговле и инвестициям в мексиканской внешнеторговой компании ProMexico в Торонто.

## Политическая карьера

### Парламентские выборы в Канаде (2015)
В 2015 году Гулд приняла решение стать кандидатом Либеральной партии на парламентских выборах в округе Берлингтон. Во время избирательной кампании привлекла некоторое внимание прессы тем, что удалила твит трёхлетней давности, направленный против строительства в провинции Альберта трубопровода Enbridge Northern Gateway Pipelines, а также против разработки битуминозных песков Альберты — при том что руководство Либеральной партии также выступало против этих проектов. По итогам выборов одержала победу над действующим депутатом-консерватором Майком Уоллесом: ей удалось набрать 46 % голосов, тогда как Уоллесу — лишь 42,5 %.

### Парламентский секретарь
2 декабря 2015 года Гулд была назначена парламентским секретарём при министре международного развития и министре по делам Франкофонии Мари-Клод Бибо.
В 2016 году Гулд сопровождала президента США Барака Обаму, прибывшего в Канаду с государственным визитом и посетившего Берлингтон, где живёт его шурин Конрад Ын (англ. Konrad Ng). В Берлингтоне во время своей речи, обращенной к Парламенту Канады, Обама попросил Гулд помахать рукой в камеру; впоследствии журнал Maclean's назвал этот случай самым запоминающимся эпизодом визита Обамы в Канаду.

### Министр демократических институтов
10 января 2017 года премьер-министр Джастин Трюдо назначил Карину Гулд министром демократических институтов, а также председателем Тайного совета Королевы для Канады. Таким образом, 29-летняя Гулд стала самым молодым членом канадского правительства за всю историю страны, побив рекорд своей предшественницы на обоих постах — Марьям Монсеф, которой, на момент вхождения в правительство, было 32 года.
В обязанности Гулд на этом посту входило укрепление демократических институтов и совершенствование демократического процесса в Канаде путём устранения киберугроз, таких как вмешательство в Интернет и распространение дезинформации от соцсетей-гигантов, а также борьба с иностранным вмешательством. Как министр сыграла важную роль в принятии Закона C-76 или Закона о модернизации выборов (англ. Elections Modernization Act), который внёс существенные поправки в канадское избирательное законодательство. Среди них — расширение возможностей проголосовать для лиц с ограниченными возможностями, ограничение на вмешательство третьих сторон в избирательные кампании, а также запрет на получение кандидатами финансирования из-за рубежа.
18 июля Гулд покинула пост председателя Тайного совета (её сменил Доминик Леблан), оставшись на министерском посту.

### Министр международного развития
На федеральных выборах 2019 года Гулд была переизбрана в парламент от родного округа Берлингтон, набрав 48,6 % голосов против 33,2 % у консерваторки Джейн Майкл.
20 ноября 2019 года премьер Трюдо произвёл, по итогам парламентских выборов, масштабную перестановку в своём правительстве. В результате этой перестановки Карина Гулд была перемещена на пост министра международного развития, вновь сменив в должности Марьям Монсеф. На этом посту она, среди прочего, отвечала за спонсирование канадским правительством Всемирной организации здравоохранения. С генеральным директором ВОЗ Тедросом Аданомом Гебреисусом ей удалось выстроить партнёрские отношения.

### Министр по делам семьи, детства и социального развития
26 октября 2021 года был приведён к присяге новый состав правительства Трюдо, в котором Гулд получила портфель министра по делам семьи, детства и социального развития.

### Лидер правительства в Палате общин
26 июля 2023 года назначена лидером правительства в Палате общин.
24 января 2025 года вышла из правительства.

## Личная жизнь
В 2011 году Карина Гулд вышла замуж за гражданина Мексики Альберто Херонеса, с которым встречалась с 2006 года. 8 марта 2018 года в их семье родился сын Оливер, что сделало Гулд первой женщиной — действующим федеральным министром, родившей ребёнка во время пребывания в должности. Став матерью, она кормила своего сына грудью во время заседания Палаты общин, что привлекло внимание канадских СМИ.
В интервью 2019 года она заявила, что после начала политической карьеры часто сталкивалась с сексизмом:

Я бы так сказала: в 2015 году первыми вопросами, который мне задавали при встрече, были вопросы о том, сколько мне лет, и о том, почему я смогла залезть в политику в таком юном возрасте… И я знаю точно, что они не стали бы задавать те же самые вопросы мужчине — моему сверстнику.
Оригинальный текст (англ.)In 2015, I'd say the No. 1 thing people asked me at the door was how old I was and why I thought I could jump into politics at such a young age... And I know, for a fact, that they wouldn't ask a man of the same age those questions

Гулд не является, по её собственному утверждению, верующей иудейкой, однако соблюдает все основные еврейские праздники (Ханука, Пурим, Йом-кипур) как часть культурного наследия своего народа. Поддерживает Государство Израиль, однако не считает себя сионисткой.

## Комментарии
1. ↑  Берлингтон находится всего в 50 километрах от Торонто, что даёт берлингтонцам возможность ездить на работу в крупнейший канадский мегаполис
2. ↑  Должность, соответствующая заместителю министра